# 森地茂
森地 茂（もりち しげる、1943年（昭和18年）9月29日 - ）は、日本の土木工学者。

## 経歴
1943年、京都市に生まれる。
1966年（昭和41年）東京大学工学部土木工学科を卒業し、日本国有鉄道に入社。
翌年東京工業大学助手に転じ、助教授を経て、東京工業大学教授、東京大学教授をつとめた。2004年（平成16年）政策研究大学院大学教授となり、運輸政策研究機構副会長兼運輸政策研究所所長。同政策研究センター所長などを務めた。2007年国土交通省社会資本整備審議会会長代理。
また、土木学会第92代会長のほか、同会副会長、土木計画学研究委員会委員長、企画委員会委員長などを務めた。